# فابین تیسوت
فابین تیسوت (انگلیسی: Fabien Tissot؛ زادهٔ ۱۴ نوامبر ۱۹۷۲) بازیکن فوتبال سابق اهل فرانسه است.
از باشگاه‌هایی که در آن بازی کرده‌است می‌توان به باشگاه فوتبال استاد رنس و باشگاه فوتبال نانسی اشاره کرد.